# Pseudagrion renaudi
Pseudagrion renaudi är en trollsländeart som beskrevs av Fraser 1953. Pseudagrion renaudi ingår i släktet Pseudagrion och familjen dammflicksländor. IUCN kategoriserar arten globalt som otillräckligt studerad. Inga underarter finns listade i Catalogue of Life.